# Liste der Justizvollzugsanstalten in Rheinland-Pfalz
Die Liste der Justizvollzugsanstalten in Rheinland-Pfalz führt alle rheinland-pfälzischen Justizvollzugsanstalten auf.
Das Land unterhält acht Justizvollzugsanstalten. Darüber hinaus gibt es Jugendstrafanstalten in Schifferstadt und in Wittlich sowie eine Jugendarrestanstalt in Worms. Die Ausbildung der Justizbediensteten findet in der Justizvollzugsschule in Wittlich statt. Dort befindet sich auch das rheinland-pfälzische Justizvollzugsmuseum.

## Justizvollzugsanstalten

### Aktuell
| Name                                              | Ort                   | Gründung | geschl. Vollzug | offener Vollzug | gesamt             | Bild |
| ------------------------------------------------- | --------------------- | -------- | --------------- | --------------- | ------------------ | ---- |
| Justizvollzugs- und Sicherungsverwahranstalt Diez | Diez                  | 1912     | 525 (m)         | 117 (m)         | 642                |      |
| Justizvollzugsanstalt Frankenthal                 | Frankenthal (Pfalz)   | 1974     | 442 (m)         | 44 (m)          | 486                |      |
| Justizvollzugsanstalt Koblenz                     | Koblenz               | 1946/47  | 138 (m) 9 (w)   | 22 (m) 4 (w)    | 173 (im Jahr 2019) |      |
| Justizvollzugsanstalt Ludwigshafen                | Ludwigshafen am Rhein | 1972     | 66 (m)          |                 | 66                 |      |
| Justizvollzugsanstalt Rohrbach                    | Wöllstein             | 2002     | 425 (m) 64 (w)  | 75 (m) 10 (w)   | 574                |      |
| Jugendstrafanstalt Schifferstadt                  | Schifferstadt         | 1991     | 235 (m)         |                 | 235                |      |
| Justizvollzugsanstalt Trier                       | Trier                 |          | 170 (m)         | 36 (m)          | 206                |      |
| Justizvollzugsanstalt Wittlich                    | Wittlich              | 2009     | 513 (m)         | 77 (m)          | 580                |      |
| Jugendstrafanstalt Wittlich                       | Wittlich              | 1902     | 170 (m)         | 15 (m)          | 185                |      |
| Justizvollzugsanstalt Zweibrücken                 | Zweibrücken           |          | 336 (m) 97 (w)  | 45 (m) 16 (w)   | 494                |      |

### Ehemalige
| Name                                 | Ort            | Gründung | Schließung | Kapazität | Ersetzt durch | Weiternutzung des Gebäudes |
| ------------------------------------ | -------------- | -------- | ---------- | --------- | ------------- | -------------------------- |
| Justizvollzugsanstalt Kaiserslautern | Kaiserslautern | 1821     | 2002       |           | JVA Rohrbach  | Hotel                      |
| Justizvollzugsanstalt Mainz          | Mainz          | 1910     | 2002       |           | JVA Rohrbach  |                            |